# Xian de Tuanfeng
Le xian de Tuanfeng (团风县 ; pinyin : Tuánfēng Xiàn) est un district administratif de la province du Hubei en Chine. Il est placé sous la juridiction de la ville-préfecture de Huanggang.

## Démographie
La population du district était de 380 050 habitants en 1999.